# Кизимов, Иван Михайлович
Иван Михайлович Кизи́мов (28 апреля 1928, Новочеркасск, Северо-Кавказский край — 22 сентября 2019) — советский спортсмен, конник. Специализировался в выездке. Двукратный чемпион Олимпийских игр, чемпион мира, многократный призёр чемпионатов Европы, 7-кратный чемпион СССР. Заслуженный мастер спорта СССР (1968). Некоторое время был главным тренером сборной СССР по конному спорту.

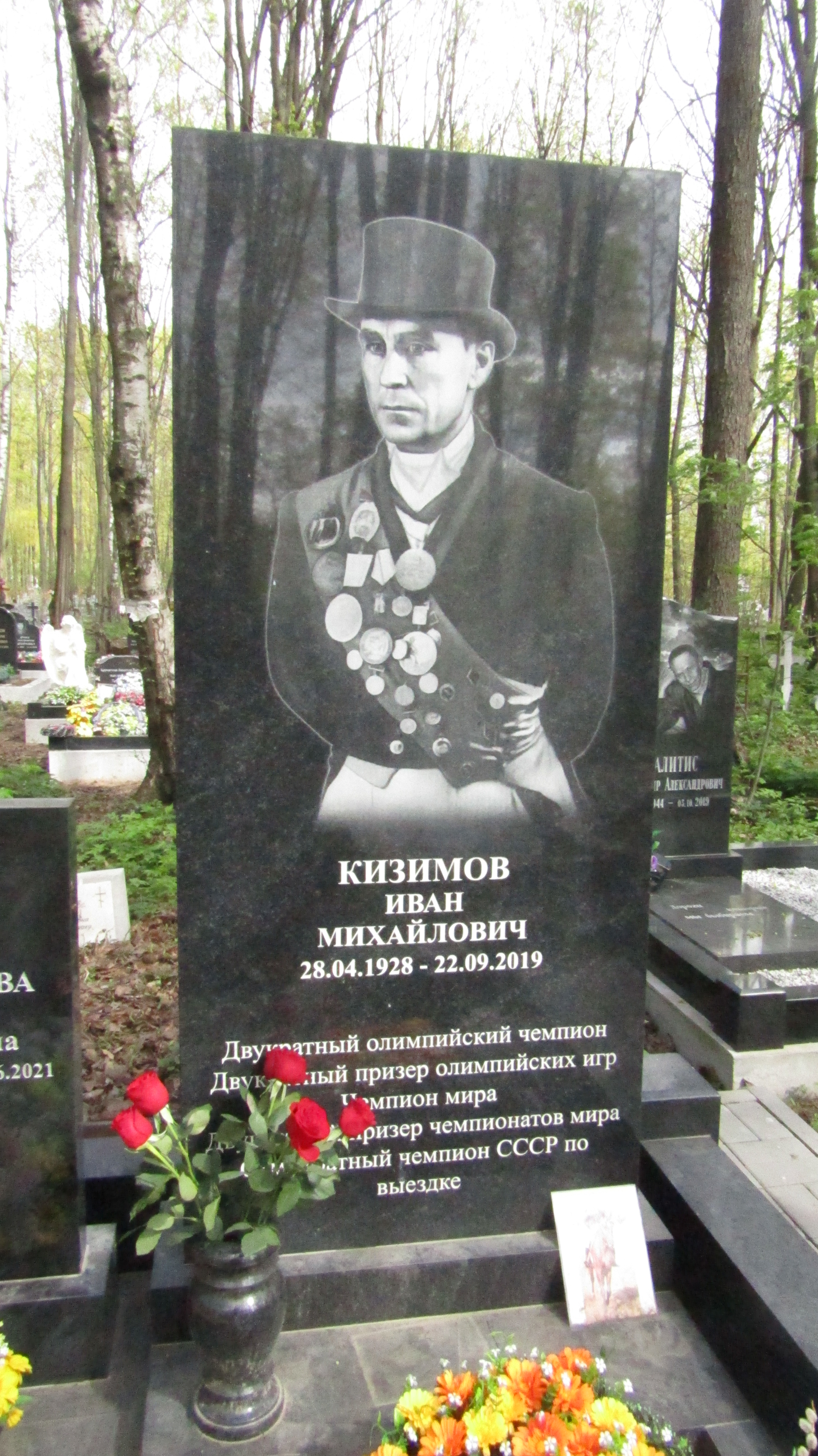
Могила Кизимова И. М. Смоленское православное кладбище, Санкт-Петербург.

## Биография
Конным спортом Иван Кизимов начинал заниматься с детства. Ещё будучи подростком он в 1945 году поступил в Деркульскую школу жокеев (Ворошиловградской обл., Украина). В 1947 году, по окончании школы, получил специальность тренера табуно-ремонтных конных заводов. Стал зарабатывать на жизнь в качестве профессионального жокея на скачках. Скакал на Сальском и Ростовском ипподромах. После армии, поступив в Новочеркасский клуб ДОСААФ, освоил конкур, троеборье, стал мастером спорта. В 1957 году, когда Ивану исполнилось двадцать девять лет, получил приглашение перейти на тренерскую работу в ленинградскую конно-спортивную школу в качестве главного тренера города Ленинграда по конкуру. Приглашение принял. В 1959 перешёл в выездку. В 1960 году Иван Кизимов на Александрийском конном заводе на Украине находит полуторагодовалого каракового жеребца Ихора (сына Инфры и Хобота), которого выездил до Большого олимпийского Приза за 2 года. Впоследствии Ихору суждено стать двукратным олимпийским чемпионом (клички лошадей-чемпионов заносятся в олимпийские справочники рядом с именами всадников).
В течение следующих 4 лет спортсмен готовится к Олимпийским играм в Токио (в выездке), однако на самих играх выступает не слишком удачно, заняв 10-е место среди 22 участников. Победа на играх досталась швейцарцу Анри Шаммартену на жеребце по кличке Верманн. Тем не менее в составе сборной СССР выигрывает бронзовые медали в командном первенстве по выездке. Вместе с Иваном Кизимовым обладателями бронзовых наград стали Иван Калита и Сергей Иванович Филатов. Через 3 года впервые становится чемпионом СССР по выездке. В период с 1967 по 1973 год с этим титулом не расстается.
В 1968 году спортсмен отправляется на свою вторую Олимпиаду в Мехико. В составе команды СССР вместе с
Иваном Калитой и Еленой Петушковой (в конном спорте женщины выступают наравне с мужчинами) Иван выигрывает серебряную награду, золото достается наездникам из Германии. А на следующий день в личном первенстве по выездке Кизимов становится олимпийским чемпионом.
В 1970 году Кизимов стал чемпионом мира в командной выездке, бронзовым призёром в личном зачёте. Через 2 года на играх в Мюнхене советская команда по выездке в том же составе — Кизимов, Калита, Петушкова — завоевывает золотую медаль в командном первенстве. В личных соревнованиях Иван Кизимов четвёртый.
На Олимпийских играх 1976 года в Монреале Кизимов выступал уже на другом коне (по существовавшим на тот момент правилам конь не имел права участвовать более чем в трех Олимпиадах). Игры сложились для спортсмена неудачно, 16-е место в личном первенстве и 4-е в составе сборной СССР. После 4-й для себя Олимпиады в возрасте 48 лет спортсмен уходит из большого спорта, через некоторое время становится главным тренером конной сборной СССР.
В 1988 году был награждён почётным знаком «За заслуги в развитии физической культуры и спорта».
В 2003 году в честь 75-летия чемпиона Санкт-Петербургскую детско-юношескую школу олимпийского резерва назвали именем Ивана Кизимова.
В 2011 году в петербургском издательско-торговом доме «Скифия» вышла его книга «Секреты мастерства» — учебное пособие по выездке лошади.
Иван Михайлович Кизимов скончался 22 сентября 2019 г. в Санкт-Петербурге на 92 м году жизни.
Похоронен на Смоленском кладбище, г. Санкт-Петербург.